# جوایز موسیقی لاتین بیلبورد

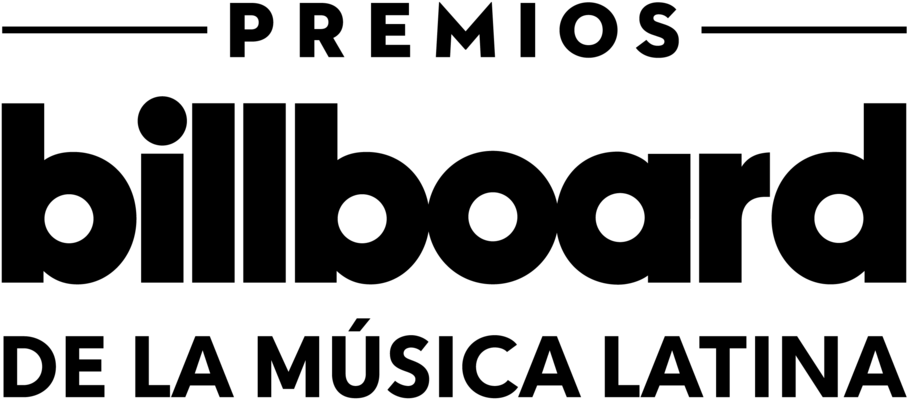

جایزه موسیقی لاتین بیلبورد جشنواره‌ای وابسته به جشنواره موسیقی بیلبورد است. اولین مراسم اهدای جوایز در سال ۱۹۹۴ برگزار شد. علاوه بر جوایزی که بر اساس موفقیت در نمودارهای بیلبورد کسب شده‌است، این مراسم شامل جایزه Spirit of Hope برای دستاوردهای بشردوستانه نیز می‌باشد. خواننده، انریکه ایگلسیاس تاکنون برنده ۴۷ جایزه و خواننده کلمبیایی شکیرا تاکنون برنده ۴۱ جایزه شده. بیلبورد موسیقی لاتین شامل متقاضیان ایالات متحده، آمریکای لاتین و اسپانیا است، اگرچه اگر یک هنرمند موسیقی لاتین را اجرا کند، سایر کشورها واجد شرایط هستند.